# Єнджеюв-Старий
Єнджеюв-Старий (пол. Jędrzejów Stary) — село в центрально-східній Польщі, у гміні Якубув Мінського повіту Мазовецького воєводства. Розташоване приблизно за 5 кілометрів на південний схід від Якубува, за 12 км на схід від Мінська-Мазовецького та за 50 км на схід від Варшави.
Населення — 202 особи (2011).
У 1975-1998 роках село належало до Седлецького воєводства.

## Демографія
Демографічна структура станом на 31 березня 2011 року:
|          | Загалом | Допрацездатний вік | Працездатний вік | Постпрацездатний вік |
| -------- | ------- | ------------------ | ---------------- | -------------------- |
| Чоловіки | 106     | 23                 | 66               | 17                   |
| Жінки    | 96      | 25                 | 43               | 28                   |
| Разом    | 202     | 48                 | 109              | 45                   |